# 总督
總督，在中國明、清兩朝的地方行政區域中名義上最高行政長官的官職。在明朝全部是臨時的官職，清代，總督是正式官職，別稱有督憲、制軍、制臺、帥、部堂，演變成常駐地方的封疆大吏。越南阮朝也模仿清朝的職官制度，設有總督一職。西方早在公元前2世紀的羅馬帝國時代，就設有與清朝總督職能相類似的職務——「rector provinciae」，中文一般也翻譯為「總督」。後來西方列強進入殖民時代，在殖民地上設置的最高行政長官在中文也譯為「總督」，比如香港在英國統治時期由英國派遣的行政首長就稱為香港總督。不過在一些地方去殖民化之後，卻變成虛位不具實權的形式，相當於原母國的一種宣示。

## 來源
中文裡的原「总督」一词源自16世紀的明朝时期，朝廷临时授予文臣監督軍事的一种官銜，带有军事巡查性质，明末朱国祯《涌幢小品·总督总兵》卷8曰：「文臣称总督，武臣称总兵，皆是虚衔。」《大明會典》：「國初、兵事專任武臣。後常以文臣監督。文臣、重者曰總督。次曰巡撫。總督舊稱軍門。而巡撫近皆贊理軍務。或提督。」與總兵一樣沒有品秩的差遣，如王守仁即以新建伯及兼職「南京兵部尚書兼都察院左都御史」總督兩廣軍務（兵部尚書、都御史皆正二品，總督無品秩，散官銜特進光祿大夫正一品，勳官位階「柱國」為從一品，新建伯為超品三等爵）。如宣府、大同总督、陕西三边总督等，其巡查范围有遍及数行省者，也有限于一省内若干府州者。明憲宗成化五年（1469年），開始常設兩廣總督。正德年間，一度將總督改稱為總制。此后總督兼掌民政，成為地方軍政首長。在明朝，凡有大學士頭銜的總督，多半被稱為督師。

### 职能
清朝时期对统辖一省或数省行政、经济及军事的长官称为「总督」，正式官衔为「兵部右侍郎兼都察院右都御史，总督某地等处地方，提督军务粮饷」，尊稱為「督憲」、「制軍」、「制台」等，官阶为正二品，但可通过兼任兵部尚书頭衔高配至从一品。有直隸總督、两江總督、四川总督、閩浙總督、雲貴總督、湖廣總督、兩廣總督、東三省總督和陕甘总督。此外明清也有河道总督、漕运总督等专管某项政务的总督官职。
在明末，有內閣大學士頭銜者稱為督師；惟督師並非正式官職，亦非有內閣大學士頭銜者專屬，如王之臣在遼東經略任內仍稱為督師，同樣的情形亦發生在督师三邊的楊鶴、督師七省的盧象升。督師即指督促軍隊工作，非帝師或大學士。通常大學士由皇帝派任後可兼任該職務。

### 督抚之别
清代，巡抚一般僅负责一省，而总督一般负责相邻数省事务，但总督也有负责一省的，如四川总督，直隶总督；也有如山东、河南，通常只设巡抚而无总督（有時設有魯豫總督）。督抚的职能相當類似，都管辖地方民政、司法及军队，其区别只是官衔（官职级别）不同，总督与巡抚也互不隶属，而职能上却互相监督。
清朝制度，总督、巡抚的印信称为“关防”，为长方形，表示该官职为临时派遣（与其类似的，“提督学政”和“道员”这两个临时派遣职位的印信也为长方形的“关防”）。相对而言，布政使、按察使、知府、知州、知县的印信称为“印”，为常驻官职所用，正方形。总督、巡抚的关防俱为银制，大小相同，長三寸二分，闊二寸。
- 总督的正式名称是：「兵部右侍郎都察院右都御史总督某某等处地方，提督军务粮饷」
  - 晋阶则「兵部右侍郎」改「兵部尚书」衔
  - 少数兼任驻省巡抚者（清末则为全部）加「兼巡抚事」，另外有的还兼理专务（如两江总督加「操江、统辖南河事务，兼理两淮盐政」）

- 巡抚的正式名称是：「都察院右副都御史巡抚某某等处地方」
  - 晋阶则加「兵部右侍郎」衔
  - 有的还加「提督军务粮饷」，一般不兼理专务
  - 山西巡抚兼提督盐政
  - 江西、河南巡抚兼提督

（注：尚书、侍郎、右都御史、右副都御史等都是一部堂官加衔，无上下隶属关系，其区别只是品秩上的。）
总督官署称：某某总督部院或部堂衙門，民间或称“辕门”而非影视作品中的总督府，如：两广总督部院、两江辕门。部即兵部；院即都察院。总督的自称与部、院堂官相同，择一而称：本部堂或本院。

## 近現代
中华民国初期废止总督一职，由总督或巡抚變成该某省「都督」，1928年以后各省设省長，大致相当于清代的巡抚。
1949年以后，中国共产党在中國大陸設大区局第一书记，其地位大於管理數省的大行政区主席和省长，统一辖区所有事务及地方军队系统。后来大行政区撤销，因而现在的省委书记在职务范围上都与清代巡撫类似。而省长专门负责行政事务，与清代布政使相同，各省司法有高級人民法院负责，其院长大致相当于清代按察使。
近代中国首次接触到西方殖民地体系时，借用“总督”这一名词来称呼歐美国家派驻殖民地的行政长官，有时和中文提督意义有相似之处。